# Lubatowa
Lubatowa je vesnice v Polsku, v gmině Iwonicz-Zdrój v okrese Krosno v Podkarpatském vojvodství. Leží v Nízkých Beskydech v údolí řeky Lubatówka 18 km od okresního města Krosno. V roce 2011 zde žilo 3550 obyvatel.

## Poloha
Lubatowa je údolní vesnice o délce 5 km položená podél řeky Lubatówka, která se v Krosně vlévá do Wisłoka. Na severovýchodě sousedí s lázeňským městem Iwonicz-Zdrój, na severu s vesnicí Lubatówka, na západě s vesnicí Jasionka a na jihu a východě s bývalými lemkovskými vesnicemi Zawadka Rymanowska, Kamionka, Wólka a Bałucianka. Ve vzdálenosti 10 km od Lubatowé leží lázně Rymanów-Zdrój a 8 km město Dukla. Lubatowa je obklopena vrcholy Kamionka (637 m n. m.), Osiecznik (633 m n. m.), Góra Lisowska (605 m n. m.), Żabia Góra (550 m n. m.) a Zygmuntowa Góra (508 m n. m.). Dominantou okolí je hora Cergowa (718 m n. m.).

## Historie
Lubatowa leží v oblasti, která byla až do 14. století předmětem sporů mezi Polskem, Rusí a Uhrami. K polské kolonizaci regionu došlo až po expanzi krále Kazimíra III. Velikého na východ na území ukrajinských knížectví. Lubatowa existovala už na počátku 14. století jako královská vesnice a v roce 1376 byl v Sanoku podepsaný lokační akt, který umožňoval založit v místě Lubatowé osadu Górki podle Magdeburského práva. V roce 1412 bylo území vesnice patřící biskupovi z Přemyšlu prodáno s právem založit vesnici jménem Lubatowa a roku 1529 byl ve vesnici postaven dřevěný kostel sv. Stanislava, který zde stál téměř 400 let. V bezprostředním okolí Lubatowé v letech 1769–1772 působily jednotky Barské konfederace, jejímž cílem bylo omezení ruských vlivů v Polsku a posílení katolicismu. V průběhu první světové války se ve vesnici začalo organizovat hnutí za znovuzískání nezávislosti Polska, kvůli jehož podpoře byli vyvezeni na Sibiř kněz Michał Siedleczko, starosta Jan Jakieła a organizátor polský vojenských jednotek Józef Ceglarz. Během druhé světové války působila v Lubatowé partyzánská jednotka začleněná do Svazu ozbrojeného boje (Związek Walki Zbrojnej), který se později transformoval v Zemskou armádu (Armia Krajowa). V roce 1944 po atentátu na velitele Schutzpolizei v Dukle bylo několik obyvatel Lubatowé popraveno v lese u vesnice Warzyce nedaleko Jasła a poté bylo dalších 38 obyvatel spolu s jinými Poláky z okolí popraveno v blízkém Grabińském lese u vesnice Iwonicz a jejich těla byla po válce přenesena do hromadného hrobu u kostela. V roce 1985 byla Lubatowa za účast v odbojovém hnutí vyznamenána bojovým křížem.
Historicky ležela Lubatowa na území Ruského vojvodství Polska, rakouské Haliče a v letech 1975–1998 byla administrativně součástí Krosenského vojvodství. Po dlouhou dobu byla vesnice majetkem biskupů z Přemyšlu.

## Kostel sv. Stanislava
Farní kostel sv. Stanislava byl postaven v letech 1911–1918 nedaleko místa jako náhrada za starý dřevěný kostel z 16. století, část jehož vybavení zůstala v kapličkách ve vesnici. Nový trojlodní kostel v takzvaném stylu nadviselské gotiky zaprojektoval lvovský architekt Jan Sas-Zubrzycki. Kostel má délku 40 m, šířku 28 m a kostelní věž je vysoká 56 m. V roce 1919 byl kostel vybaven vitrážemi z krakovské firmy Żeleńských, na kterých jsou zobrazeni mimo jiné patron kostela sv. Stanislav, sv. Jan z Dukly nebo sv. Hedvika z Anjou. Na bočních stěnách kostela je novogotická křížová cesta z roku 1923. Kostel je vybavený varhany vyrobenými v roce 1925 Franciszkem Kandeferem z Iwonicze. V roce 1953 vznikly nástěnné malby namalované místním umělcem Stanisławem Jakubczykem, které byly v roce 2005 nahrazeny novými. V přední části bočních lodí jsou sochy Panny Marie a sv. Josefa vytvořené v 60. letech 20. století krakovským sochařem Mieczysławem Stobierským.
V 50. letech 20. století navštívil Lubatowou během svých turistických výprav budoucí papež Karol Wojtyła, který v roce 1957 v kostele odsloužil mši, což připomíná pamětní deska v jedné z bočních lodí.

## Vzdělání
První školu v Lubatowé zorganizoval v roce 1867 při kostele místní farář Franciszek Żygłowicz. V letech 1901–1904 byla postavena nová pětitřídní škola. Současná budova základní školy pochází z let 1949–1961 a v roce 1990 byla kvůli velkému množství žáků rozšířena o další patro. 3. září 2002 byla škola slavnostně pojmenována po Janu Pavlu II. a zároveň byla otevřena plnohodnotná tělocvična. 31. srpna 2019 byla otevřena nová mateřská škola.

## Sport
Od roku 1975 působí v Lubatowé s přestávkami fotbalový klub LKS Lubatowa.
Od roku 2004 se v Lubatowé každoročně v červenci pořádá běžecký závod "Po stopách partyzánů z Lubatowé". Hlavní trasa závodu začíná u pomníku v Grabińském lese a končí v Lubatowé u pomníku s hromadným hrobem zabitých obyvatel vesnice vedle kostela.

## Turistika
Přes Lubatowou vede Hlavní beskydská magistrála označená červenou barvou. Jedná se o nejdelší turistickou trasu v Polsku o délce 496 km, která vede z města Ustroň ve Slezských Beskydech přes Żywiecké Beskydy, Gorce, Sadecké Beskydy (Beskid Sądecki) a Nízké Beskydy až do vesnice Wołosate v Bukovských vrších.
Na vrchol Żabia Góra (550 m n. m.) vede značená turistická trasa z lázeňského města Iwonicz-Zdrój.
Přes vesnici vede podkarpatská papežská stezka.

## Osobnosti
Stanisław Jakubczyk – polský malíř a sochař, projektant vitráží a interiérů kostelů, absolvent Akademie výtvarných umění v Krakově
Czesław Zając – polský sportovní střelec, mnohonásobný mistr Polska a reprezentant na olympijských hrách v Římě 1960 (7. místo ve střelbě z rychlopalné pistole na 25 m)

## Galerie

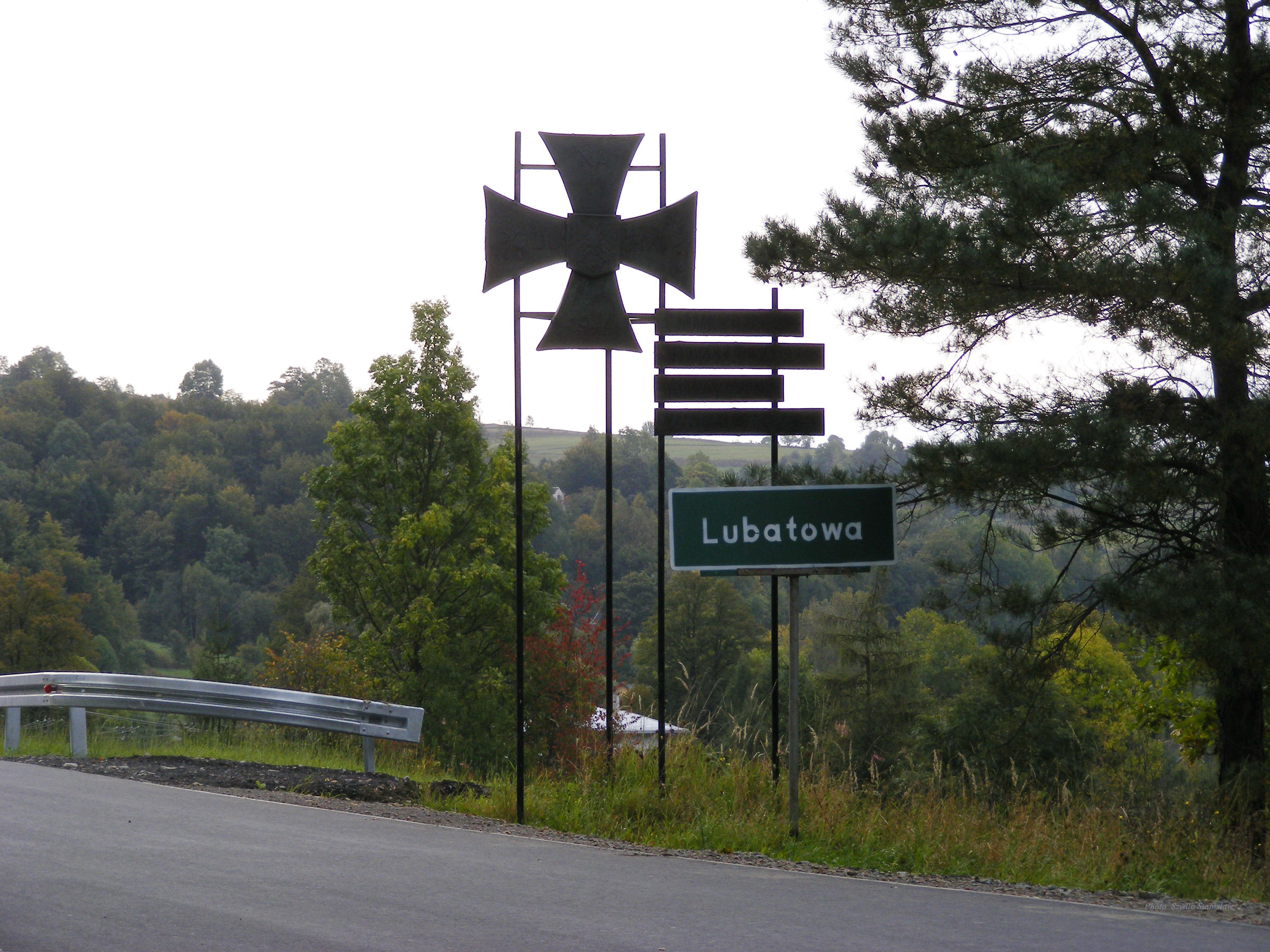
Bojový kříž u vjezdu do vesnice
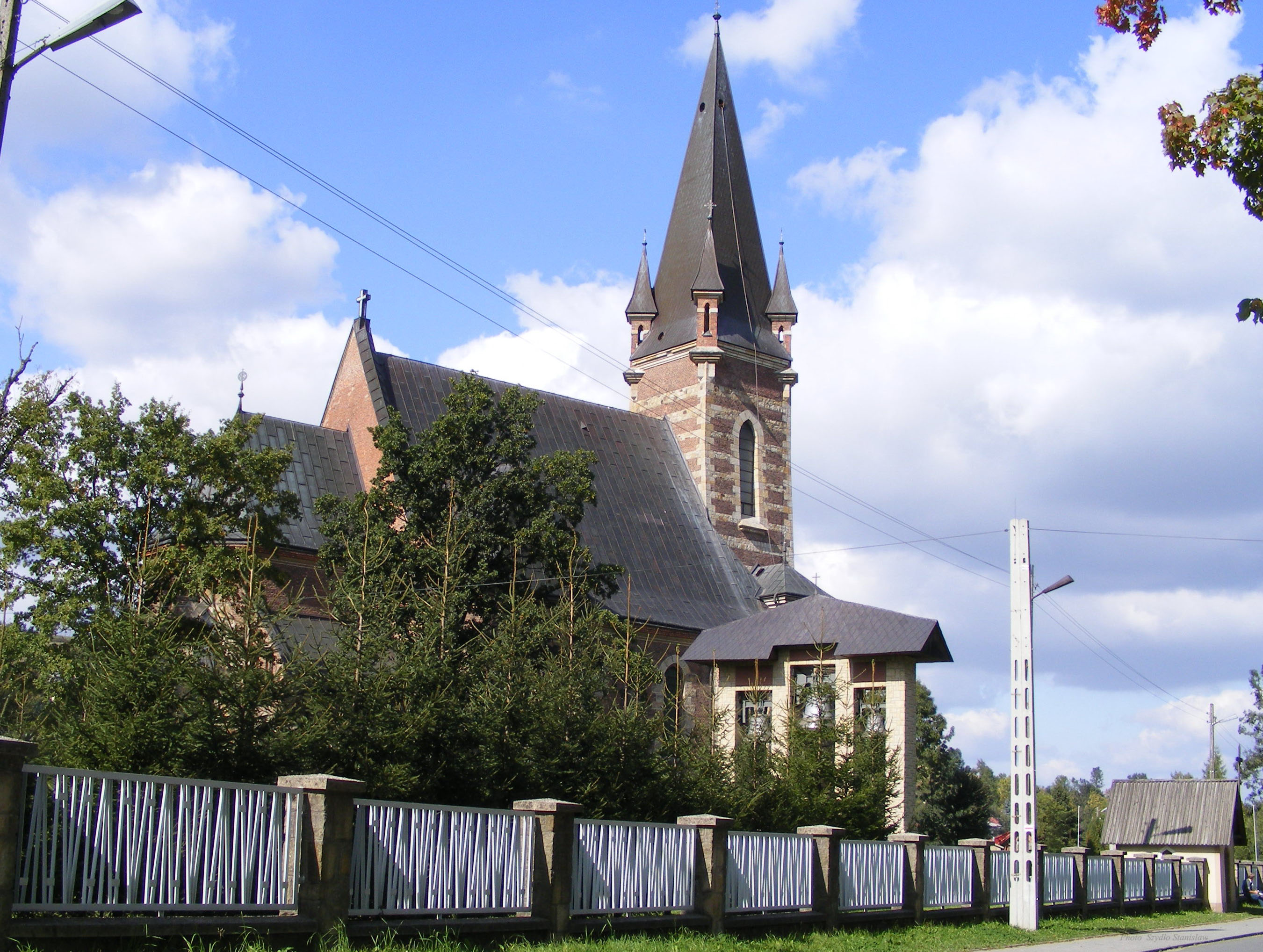
Kostel sv. Stanislava
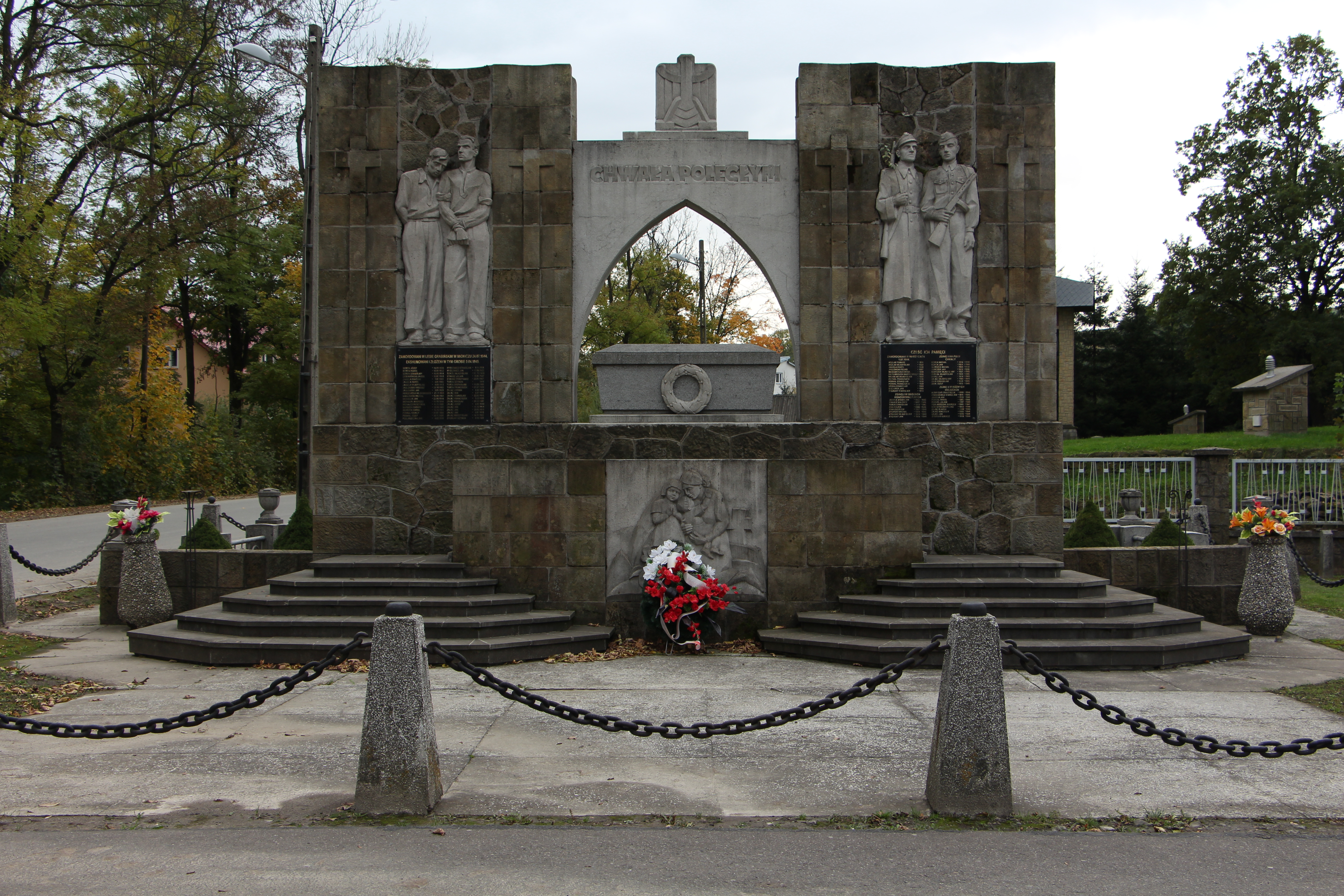
Pomník a hromadný hrob obyvatel zabitých za druhé světové války
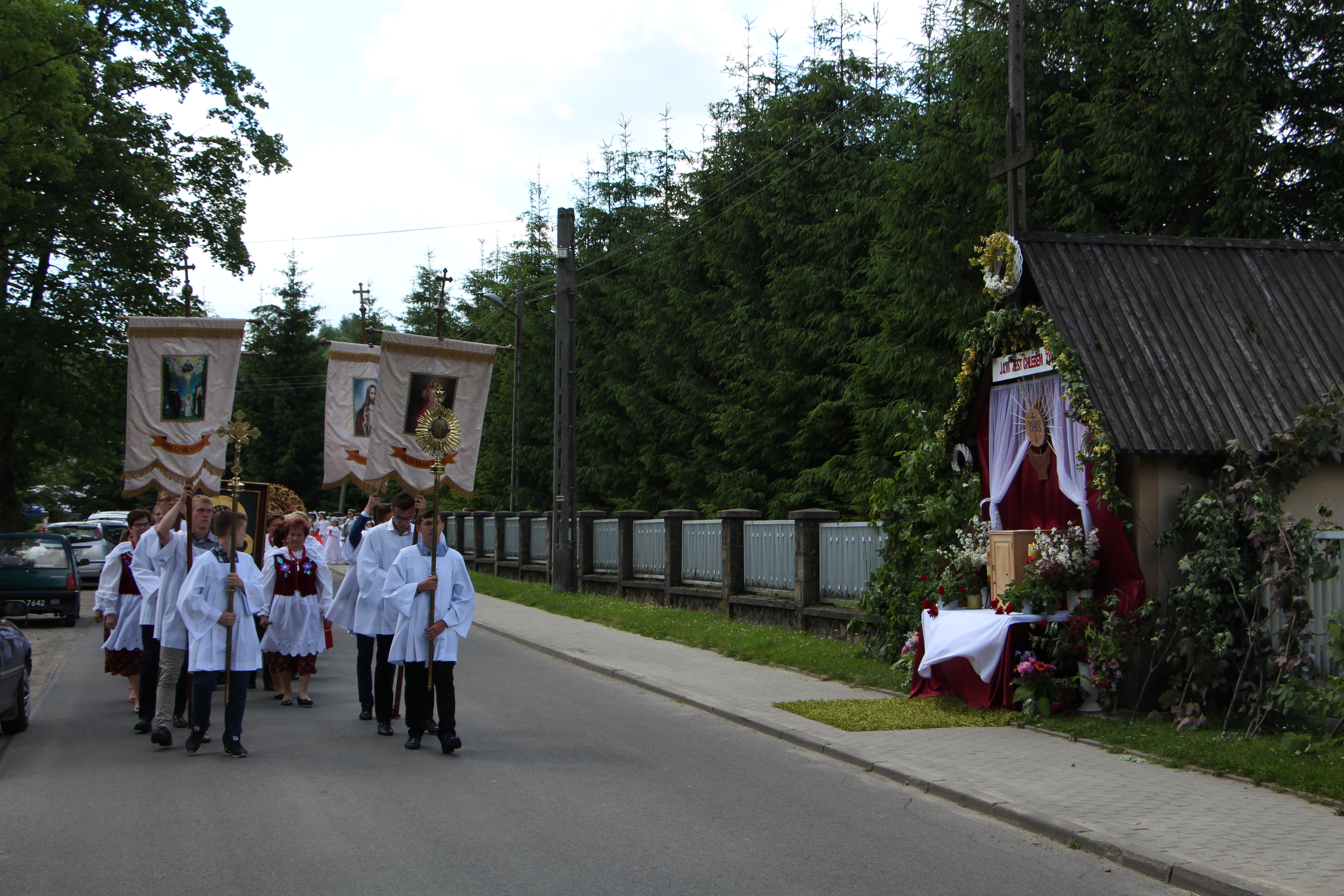
Procesí Božího Těla 15.6.2017
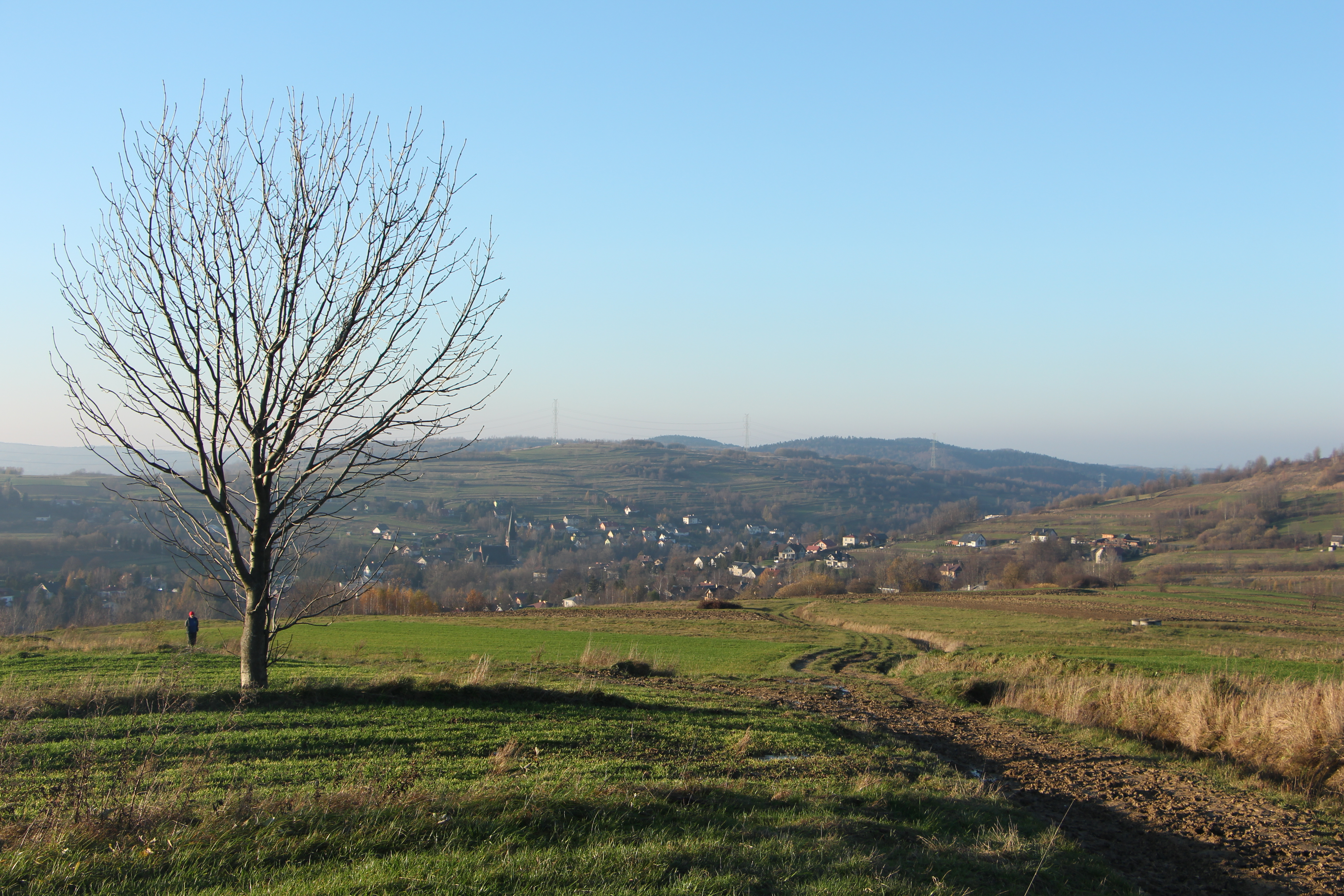
Celkový pohled na vesnici
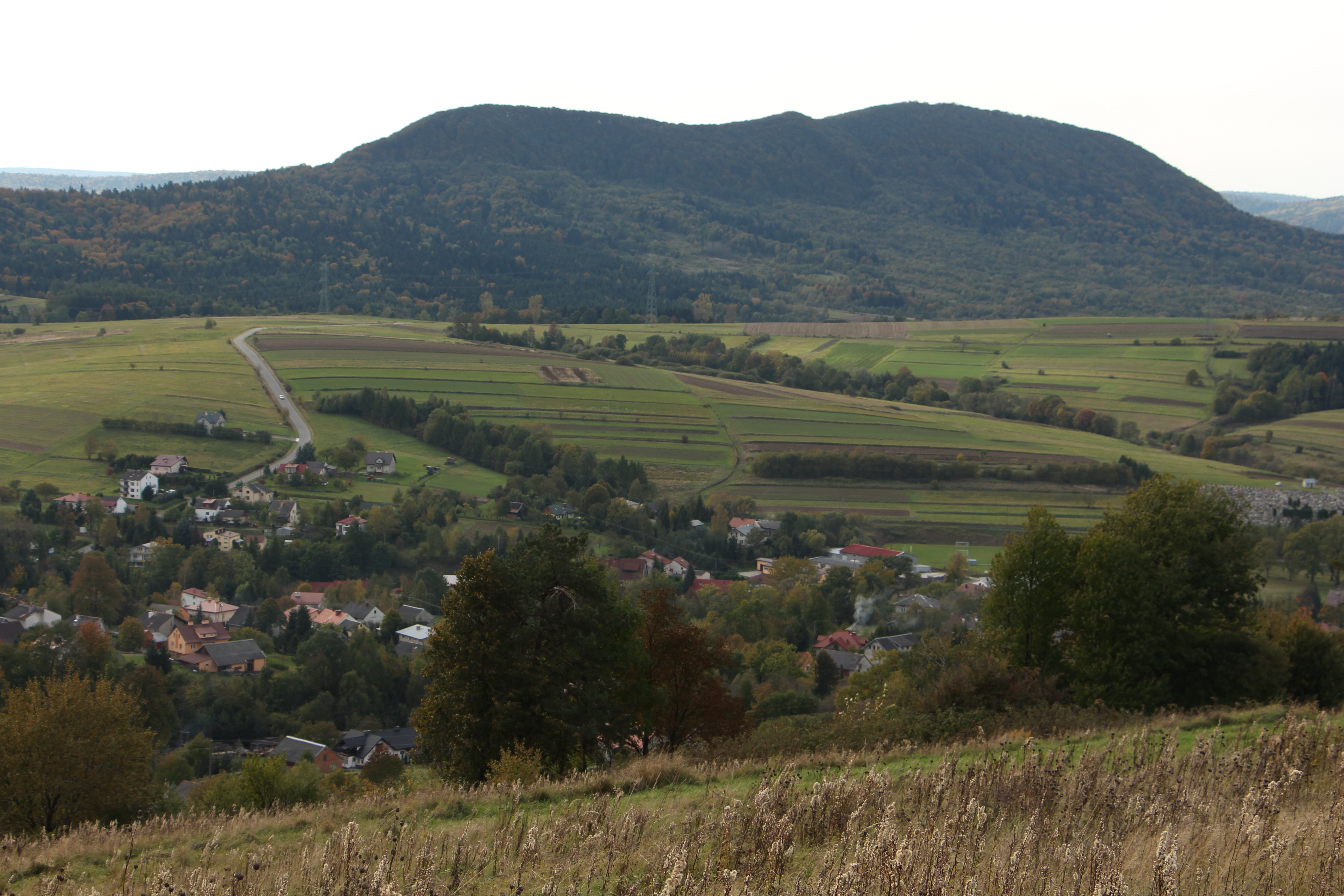
Hora Cergowa u Lubatowé
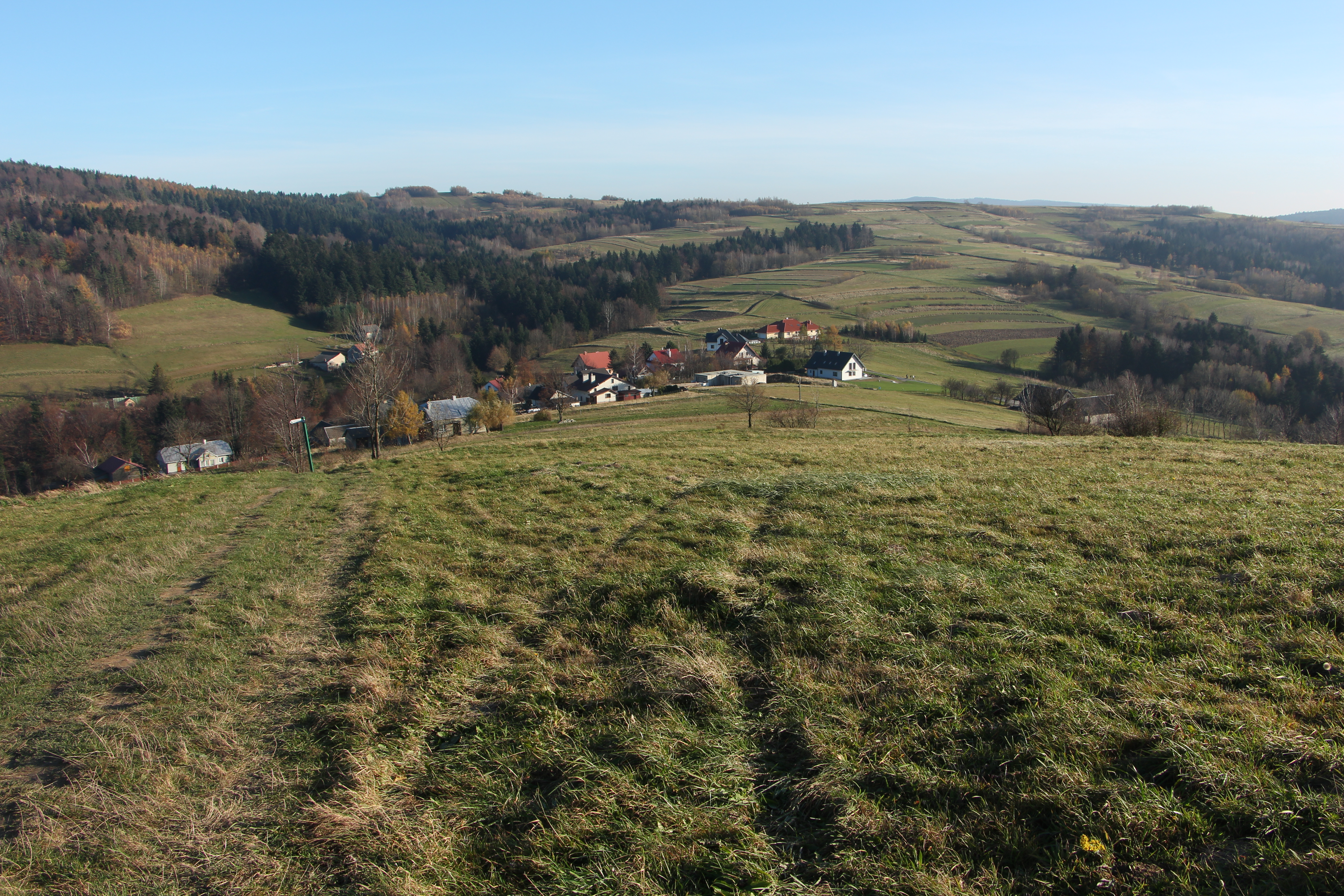
Část vesnice Turkówka
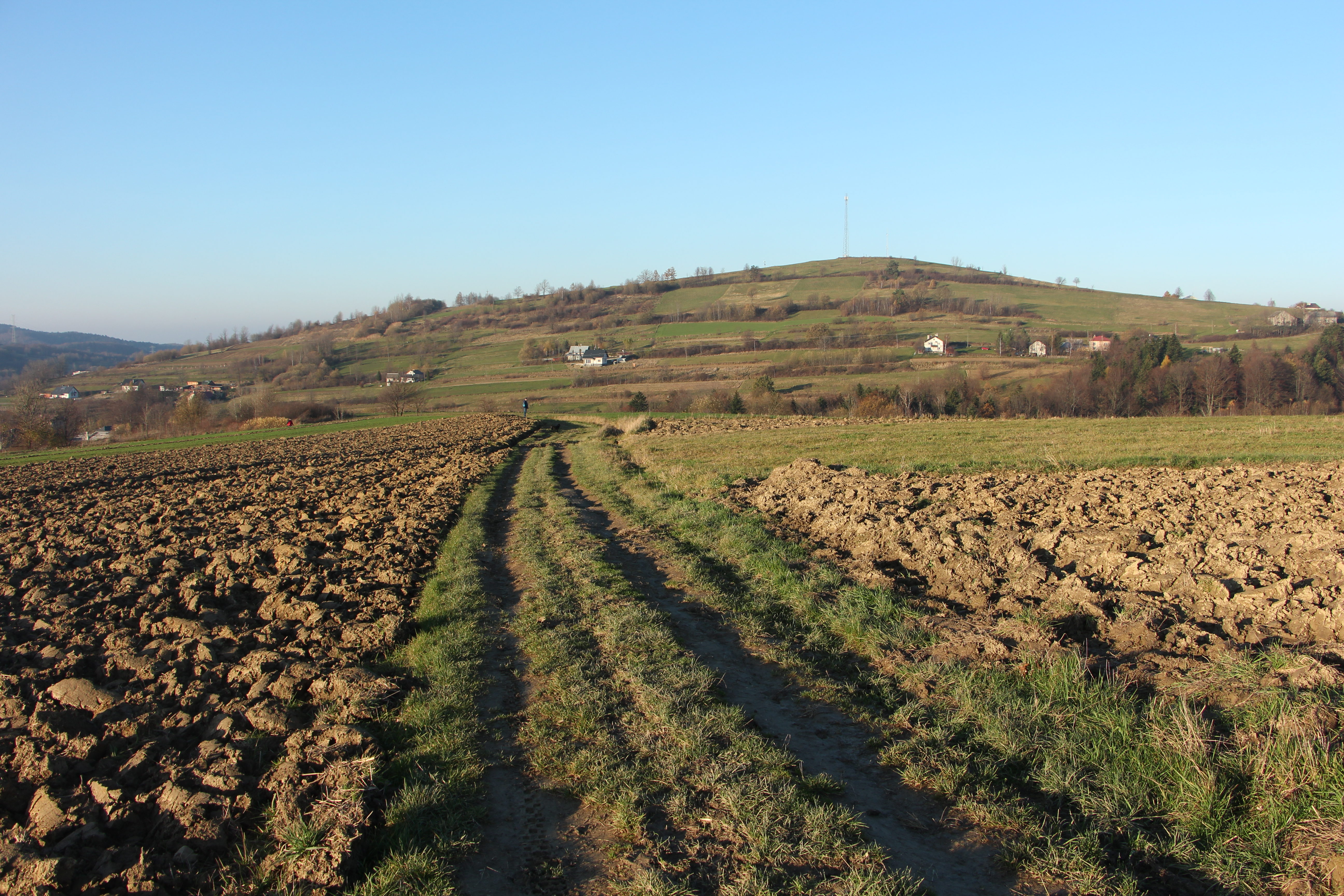
Żabia Góra (550 m n. m.)
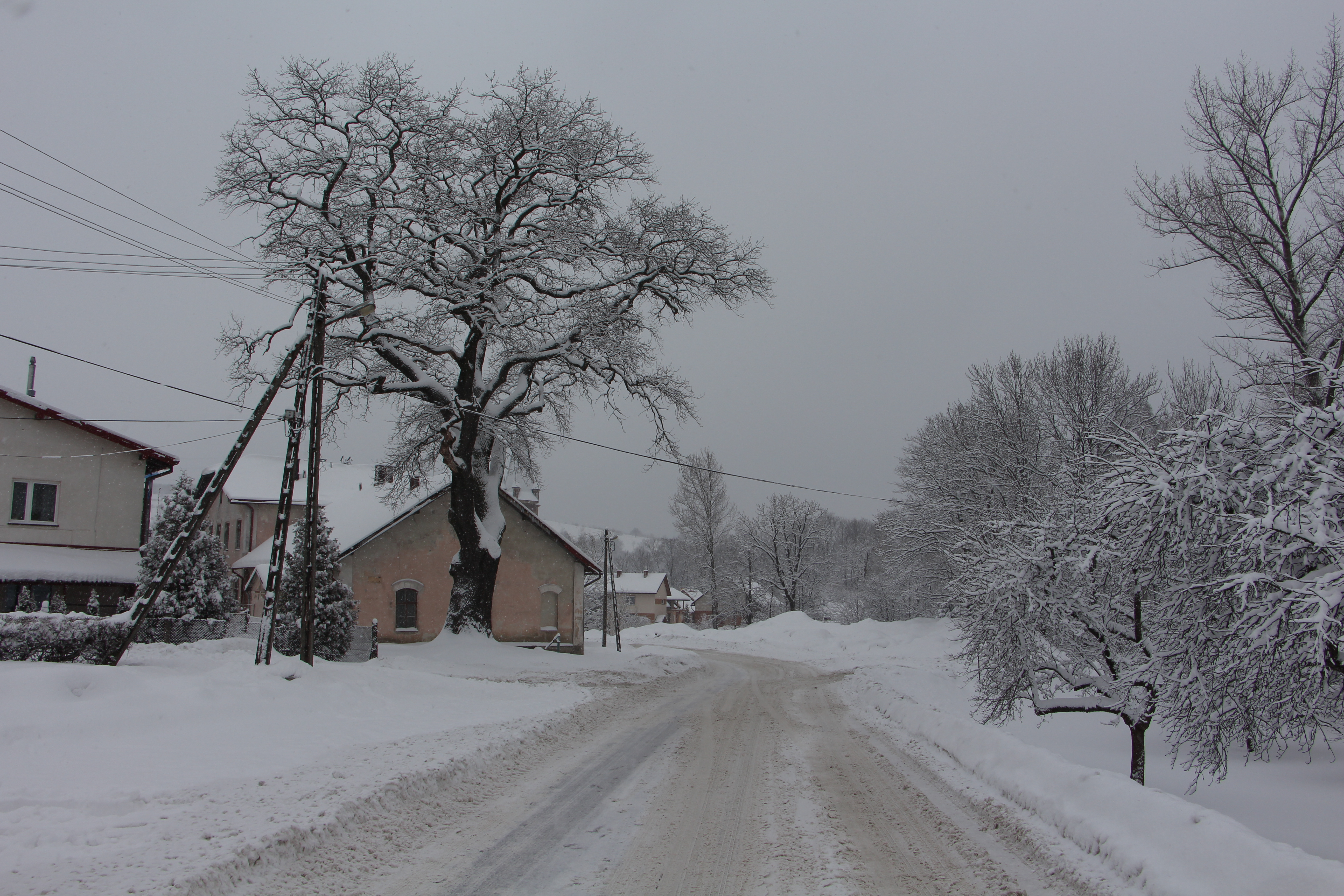
Centrum vesnice v zimě 2017
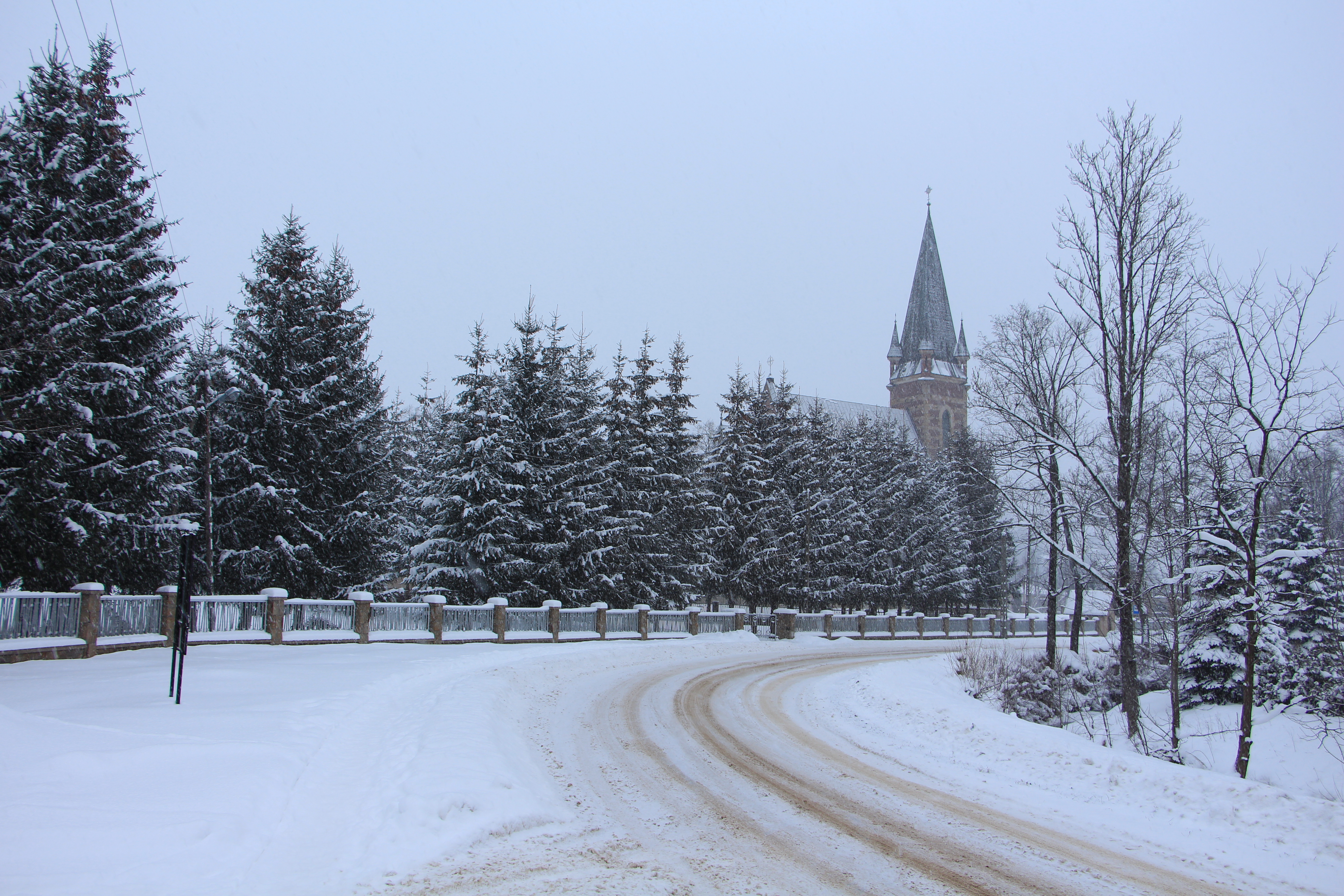
Kostel sv. Stanislava v zimě 2021
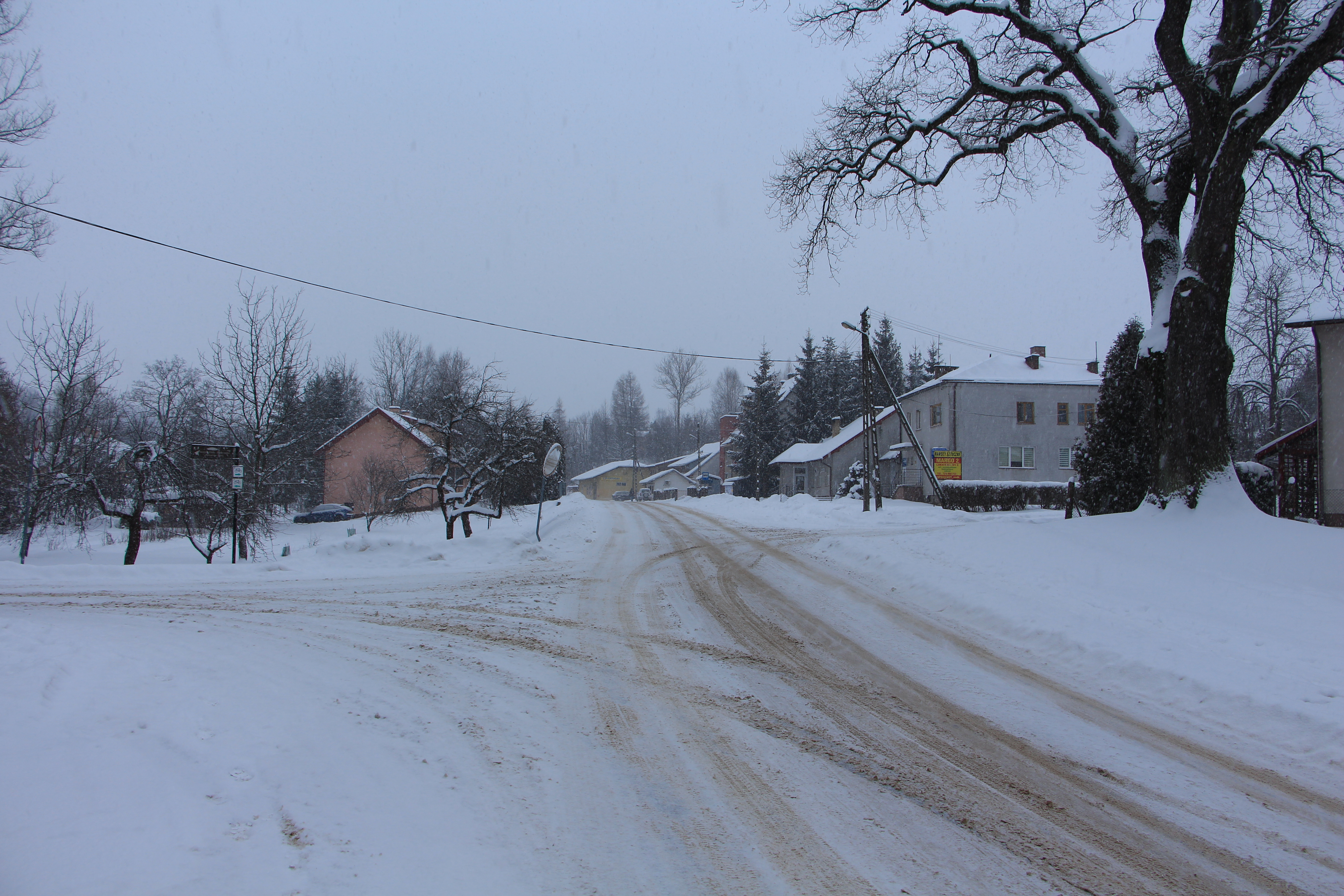
Centrum vesnice v zimě 2021